# Яшар, Селим
Селим Яшар (тур. Selim Yaşar), при рождении Калой Микаилович Картоев, известен также как Зелимхан Картоев, Калой Зелимхан Картоев; род. 20 февраля 1990, Долаково, Чечено-Ингушская АССР) — российский и турецкий борец вольного стиля, серебряный призёр Олимпийских игр, призёр чемпионатов мира, двукратный чемпион Турции

## Биография
Родился в Ингушетии. В 2005 году жил и тренировался в Белореченске, занял второе место на первенстве России среди юношей.
В 2009 году стал чемпионом мира и Европы среди юниоров, в 2010 году подтвердил звание чемпиона Европы и в этом же году начал выступать среди взрослых, заняв третье место на турнире New York Athletic Club International. В 2011 году на турнире Али Алиева был только 13-м, на розыгрыше приза Гиви Картозии и Вахтанга Балавадзе был третьим.
В 2012 году был пятым на турнире Степана Саргсяна, третьим на розыгрыше Межконтинентального кубка, и вторым на турнире New York Athletic Club International. В 2013 году был девятым на International Ukrainian Tournament и пятым на турнире Али Алиева.
В 2013 году сменил спортивное гражданство, и начал выступать за Турцию под именем Селим Яшар. В 2014 году завоевал звание чемпиона Турции и стал бронзовым призёром чемпионата мира. В 2015 году был пятым на Кубке Яшара Догу, победил на мемориале Вацлава Циолковского, стал вице-чемпионом мира. В 2016 году был вторым на Кубке Яшара Догу, восьмым на чемпионате Европы и розыгрыше Кубка мира.
Выступал на Олимпийских играх 2016 года в категории до 86 килограммов. Спортсмены были разделены на 2 группы, из которых определялись два финалиста, разыгрывающие между собой золотую и серебряную награды. Проигравшие финалисту встречались между собой в утешительных встречах, в которых определялись два бронзовых призёра, по одному от каждой группы.
Относился к числу явных претендентов на медали, занимая третью строку мирового рейтинга.
Селим Яшар сумел дойти до финала, где безоговорочно проиграл Абдулрашиду Садулаеву.
| Выступление на Олимпийских играх 2016 года | Выступление на Олимпийских играх 2016 года | Выступление на Олимпийских играх 2016 года | Выступление на Олимпийских играх 2016 года | Выступление на Олимпийских играх 2016 года |
| Круг                                       | Соперник                                   | Периоды (технические баллы)                | Периоды (технические баллы)                | Итог (классификационные баллы)             |
| Круг                                       | Соперник                                   | 1                                          | 2                                          | Итог (классификационные баллы)             |
| ------------------------------------------ | ------------------------------------------ | ------------------------------------------ | ------------------------------------------ | ------------------------------------------ |
| Квалификация                               | Пропускал                                  | —                                          | —                                          | —                                          |
| 1/8                                        | Хайме Эспиналь Пуэрто-Рико                 | 1 — С                                      | 4(2+2) — 2                                 | По очкам 3 — 1                             |
| 1/4                                        | Рейнерис Салас Куба                        | 3(1+2) — 0                                 | 2(2) — 2(2)                                | По очкам 3 — 1                             |
| 1/2                                        | Джейден Кокс США                           | 1 — С                                      | 2(2) — 1                                   | По очкам 3 — 1                             |
| Финал                                      | Абдулрашид Садулаев Россия                 | С — 5(1+2+2)                               | 0 — 0                                      | По очкам 0 — 3                             |

## Спортивные достижение
- Турнир «Яшар Догу» (2020);
- Чемпионат Турции по борьбе (2017);[6]
- Исламские игры солидарности (Баку, 2017);
- Чемпионат Европы по борьбе (Нови Сад, 2017);
- Турнир «Яшар Догу» (2017);
- Летние Олимпийские игры (Рио-де-Жанейро, 2016);
- Турнир «Яшар Догу» (2016);
- Чемпионат мира по борьбе (Лас-Вегас, 2015);
- Мемориал «Вацлав Циолковский» (2015);
- Чемпионат мира по борьбе (Ташкент, 2014);
- Межконтинентальный кубок (2012);
- Гран-при «Вахтанг Балавадзе и Гиви Картозия» (2011);
- Чемпионат Европы по борьбе среди юниоров (2010);
- Чемпионат мира по борьбе среди юниоров (Анкара, 2009);
- Чемпионат Европы по борьбе среди юниоров (2009);